# 52nd Street
52nd Street és el sisè àlbum d'estudi del cantant i compositor nord-americà Billy Joel. Va ser tret al mercat per la discogràfica Columbia Records el 13 d'octubre del 1978. Presentant-se com a continuació del seu àlbum d'estudi innovador, The Stranger, Joel va intentar donar un so fresc al nou àlbum, contractant diversos músics de jazz per diferenciar-lo dels seus àlbums d'estudi anteriors. Va ser també el primer, de molts àlbums, de Billy Joel en arribar al primer lloc de la llista Billboard, acompanyat del seu primer premi Grammy. 52nd Street també va arribar a ser, el 1982, el primer àlbum a ser llançat en disc compacte de Sony.
Tres cançons van aconseguir el top 100 als Estats Units, ajudant a augmentar l'èxit de l'àlbum. "My Life" va aconseguir el número 3, "Big Shot" va aconseguir el 19 i "Honesty" va aconseguir el 24.
La línia d'aquest disc segueix la que havia donat a conèixer l'anterior àlbum The Stranger, amb cançons i balades de mig temps, encara que explora una vena més jazzística de Joel amb el suport del trompetista Freddie Hubbard.

## Llista de cançons
Totes les cançons per Billy Joel.
1. "Big Shot" – 4:07
2. "Honesty" – 3:52
3. "My Life" – 4:48
4. "Zanzibar" – 5:17
5. "Stiletto" – 4:45
6. "Rosalinda's Eyes" – 4:44
7. "Half a Mile Away" – 4:11
8. "Until the Night" – 6:38
9. "52nd Street" – 2:35

(C) MCMLXXVIII. Columbia Records.

## Guardons
Premis
- 1980: Grammy a l'àlbum de l'any.